# Starynia (województwo warmińsko-mazurskie)
Starynia (niem. Groβ Altendorf) – osada w Polsce położona w województwie warmińsko-mazurskim, w powiecie kętrzyńskim, w gminie Korsze.
W latach 1975–1998 miejscowość położona była w województwie olsztyńskim.